# GJ 1224
GJ 1224 is een vlamster met een spectraalklasse van M4.0Ve. De ster bevindt zich 26,0 lichtjaar van de zon.